# Tabrīz Khātūn
Tabrīz Khātūn (persiska: تبريز خاتون) är en ort i Iran.   Den ligger i provinsen Kurdistan, i den nordvästra delen av landet, 400 km väster om huvudstaden Teheran. Tabrīz Khātūn ligger 2 156 meter över havet och antalet invånare är 235.
Terrängen runt Tabrīz Khātūn är huvudsakligen kuperad, men åt nordost är den platt. Runt Tabrīz Khātūn är det ganska glesbefolkat, med 28 invånare per kvadratkilometer. Närmaste större samhälle är Golāneh, 15,1 km sydost om Tabrīz Khātūn. Trakten runt Tabrīz Khātūn består i huvudsak av gräsmarker.